# Zishe Breitbart
Pour les articles homonymes, voir Breitbart.
Siegmund Breitbart (en yiddish : זיגמונד ברייטברט), né à Stryków dans le royaume de Pologne le 22 février 1893, et mort à Berlin le 12 octobre 1925, également connu sous les surnoms de Zishe ou Sische Breitbart (en yiddish : זישה ברייטברט), est un artiste de cirque d'origine polonaise.

## Liminaire
Homme fort de foire et devenu héros du folklore juif, il était connu dans les années 1920 comme étant « L'homme le plus fort du monde » sous le surnom de « Eisenkönig » (Le Roi de Fer) et aussi sous le surnom de Le Dernier Gladiateur.

## Biographie
Zishe Breitbart naît dans une famille juive orthodoxe de forgerons. Hercule de foire, il a voyagé dans toute l'Europe et en Amérique. En 1923, il a reçu la citoyenneté américaine.
Zishe Breitbart est mort d'une blessure reçue au cours d'une de ses représentations. Alors qu'il transperçait d'épaisses planches de chêne par des clous en utilisant uniquement ses mains nues, son genou a été accidentellement perforé par un clou rouillé. L'infection qui s'est ensuivie a entraîné la gangrène. Ses deux jambes ont été amputées afin d'arrêter le mal, mais en vain. Breitbart est mort après huit semaines et a été enterré au cimetière juif Adass-Jisroel (de) à Berlin-Weißensee.

### Vie privée
Zishe Breitbart s'est marié avec Emilie Ester Weitz, fille d'un rabbin. Le couple a adopté un garçon, Ossi.

## Homme fort
Breitbart était artiste au Cirque Busch. Il présentait un numéro où il pliait des barres de fer autour de son bras, déchirait des chaînes de fer et cassait en deux des fers à cheval. Il a aussi retenu avec ses dents deux chevaux fouettés tirant un chariot chargé de passagers, soulevé un bébé éléphant avec lequel il a gravi une échelle, ou encore, grâce à une corde tenue dans sa mâchoire, soulevé une roue de locomotive à laquelle trois hommes étaient suspendus. À une autre occasion, un pont a été construit sur sa poitrine et des animaux tels qu'un taureau ou un éléphant ont défilé par-dessus.

## Postérité
- En 2001, Werner Herzog réalise Invincible, un film de fiction basé sur sa vie, avec l'homme fort finlandais Jouko Ahola dans le rôle-titre. Le producteur du film est Gary Barber, petit-neveu du Roi de fer.
- Breitbart a également été l'inspiration pour le livre pour enfants Zishe the Strongman de Robert Rubenstein, publié aux éditions Kar-Ben.
- Zishe Breitbart, surnommé lors de sa tournée américaine de 1923 « Le superman des siècles », aurait inspiré Joe Shuster et Jerry Siegel pour leur création du super-héros emblématique Superman[1].

## Filmographie
- 1923 : Der Eisenkönig de Max Neufeld